# Königstraße 25 / Glockengießerstraße 1

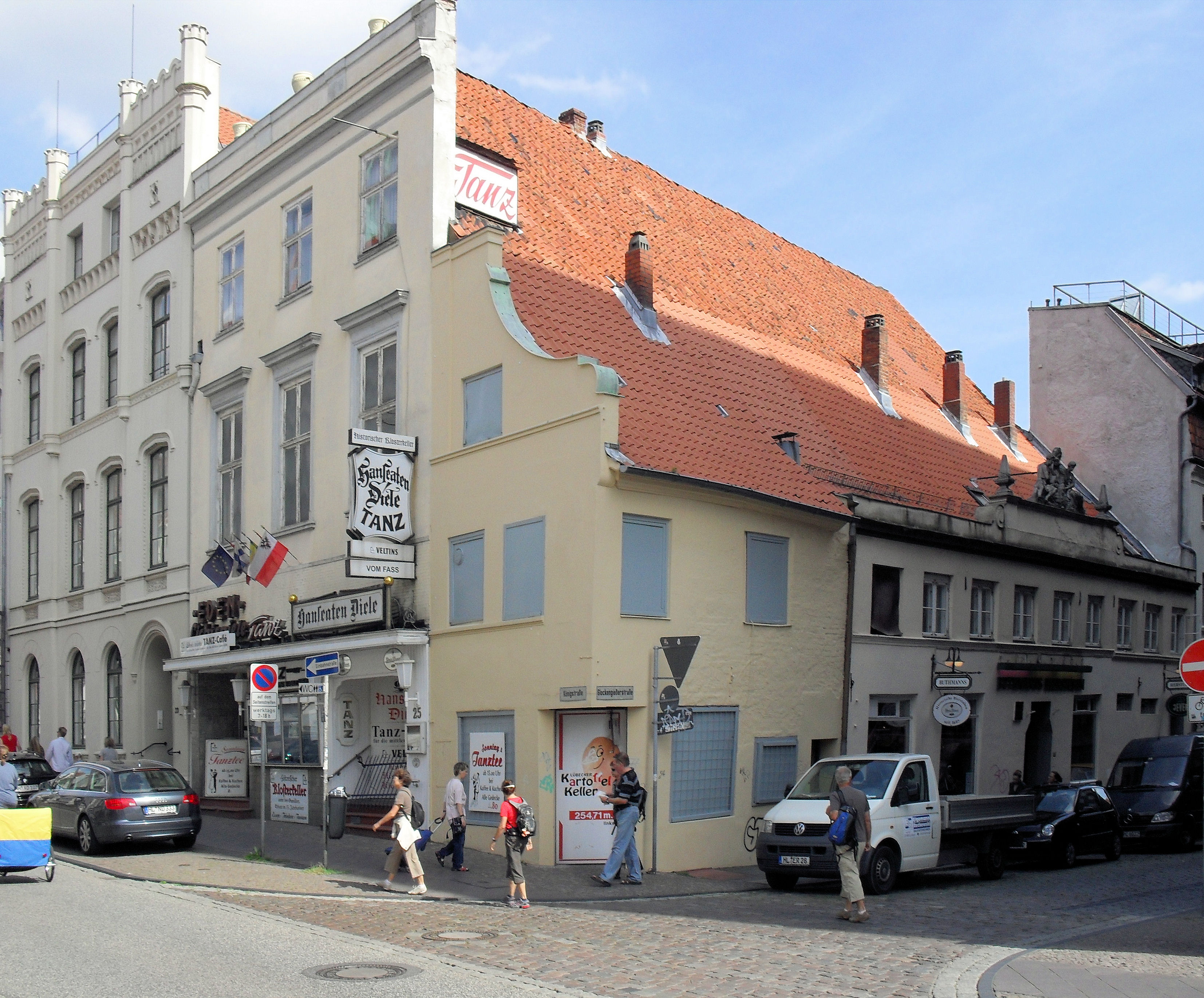
Königstraße 25 / Glockengießerstraße 1

Das Gebäude Königstraße 25 / Glockengießerstraße 1 ist ein denkmalgeschütztes historisches Bauwerk in Lübeck.
Bei dem Gebäude an der Ecke Königstraße und Glockengießerstraße handelt es sich um ein einzigartiges Ensemble aus zwei eigenständigen Häusern, die durch ein gemeinsames Dach vereint sind.

## Geschichte
Das Eckgrundstück wurde zwischen 1250 und 1290 mit sechs Buden bebaut, deren Substanz sich bis heute teilweise im Kern der Bauten erhalten hat. Das heutige Bauwerk in der Königstraße 25 entstand 1268, wie eine dendrochronologische Untersuchung des noch original vorhandenen Dachstuhls ergab.

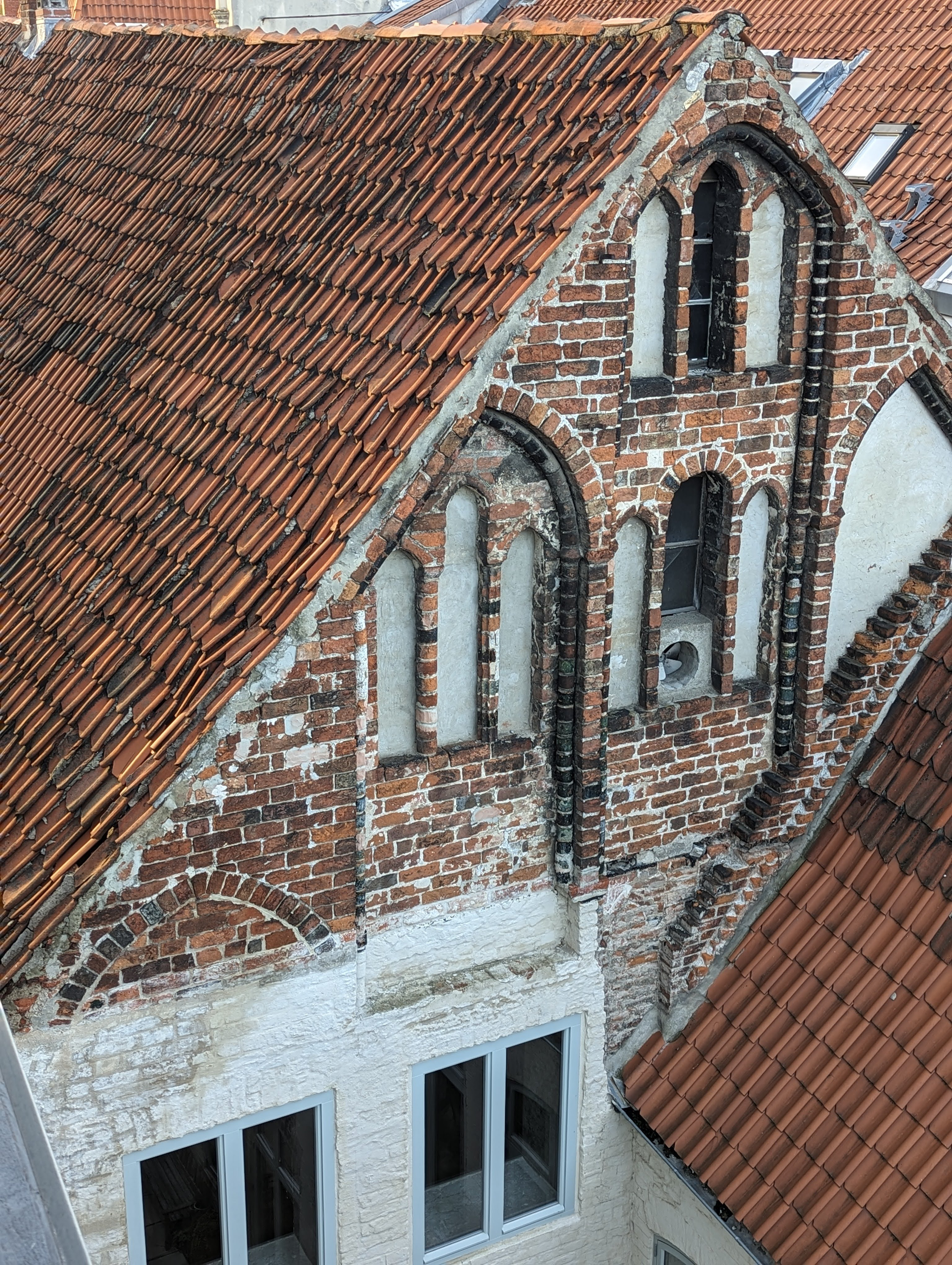
Frühgotische Rückfassade

Die rückwärtige Fassade ist noch backsteingotisch; daran wurde ein Rokoko-Flügel angebaut. Sein gegenwärtiges Aussehen zur Königstraße wurde nach 1846 geprägt, als es in den Besitz des Bürgervereins übergegangen war und neben einem Veranstaltungssaal im ersten Stock auch eine neue Fassade in klassizistischem Stil erhalten hatte. 1919 wurde der Saal durch den Fotografen Erich Dietrich zum Kino umgebaut; die Eden-Lichtspiele haben 1985 den Spielbetrieb eingestellt. Das Erdgeschoss und der Keller wurden seit Mitte des 19. Jahrhunderts gastronomisch genutzt (1937–1969 als Astoria Tanzdiele; 1969–2016 als Hanseatendiele). Der Betrieb wurde zum 30. Juni 2016 eingestellt, weil das Gebäude gründlich untersucht und saniert werden soll.
Mit dem Haus in der Königstraße teilt das ansonsten separate Gebäude Glockengießerstraße 1 das Dach. Das Haus war ursprünglich Teil derselben Budenreihe wie das der Königstraße zugewandte Gebäude und wurde erst im 19. Jahrhundert von jenem getrennt. Es handelt sich um das letzte in Lübeck vorhandene Beispiel im Kern noch aus dem Mittelalter stammender Eckbebauung. Seine heutige Gestalt erhielt das in der 2. Hälfte des 13. Jahrhunderts errichtete Haus bei Umbauten des 16. Jahrhunderts und in der 2. Hälfte des 18. Jahrhunderts, als es eine schlichte verputzte Fassade und einen barock geschweiften Giebel erhielt.
Das Äußere des Hauses Königstraße 25 wurde 1968 unter Denkmalschutz gestellt, das gesamte Gebäude Glockengießerstraße 1 im Jahre 1996.

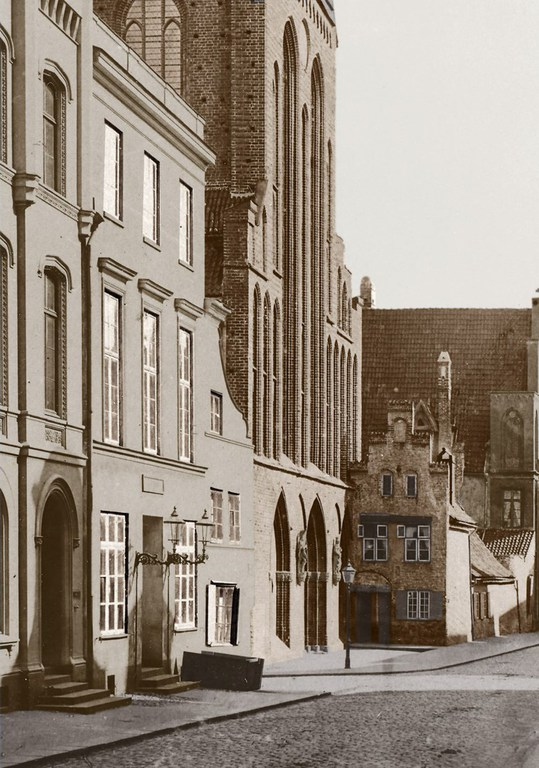
Vor 1873
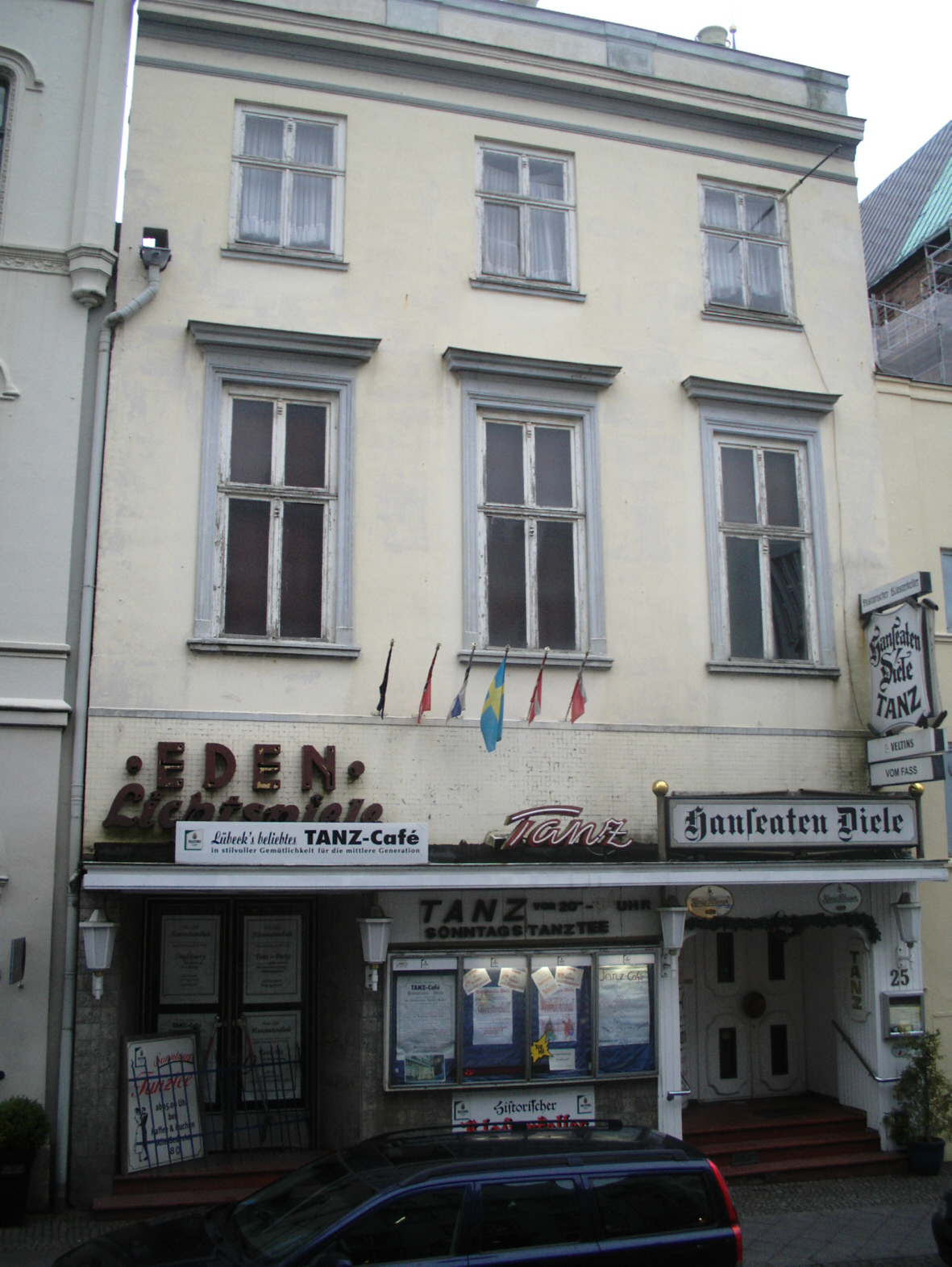
2009
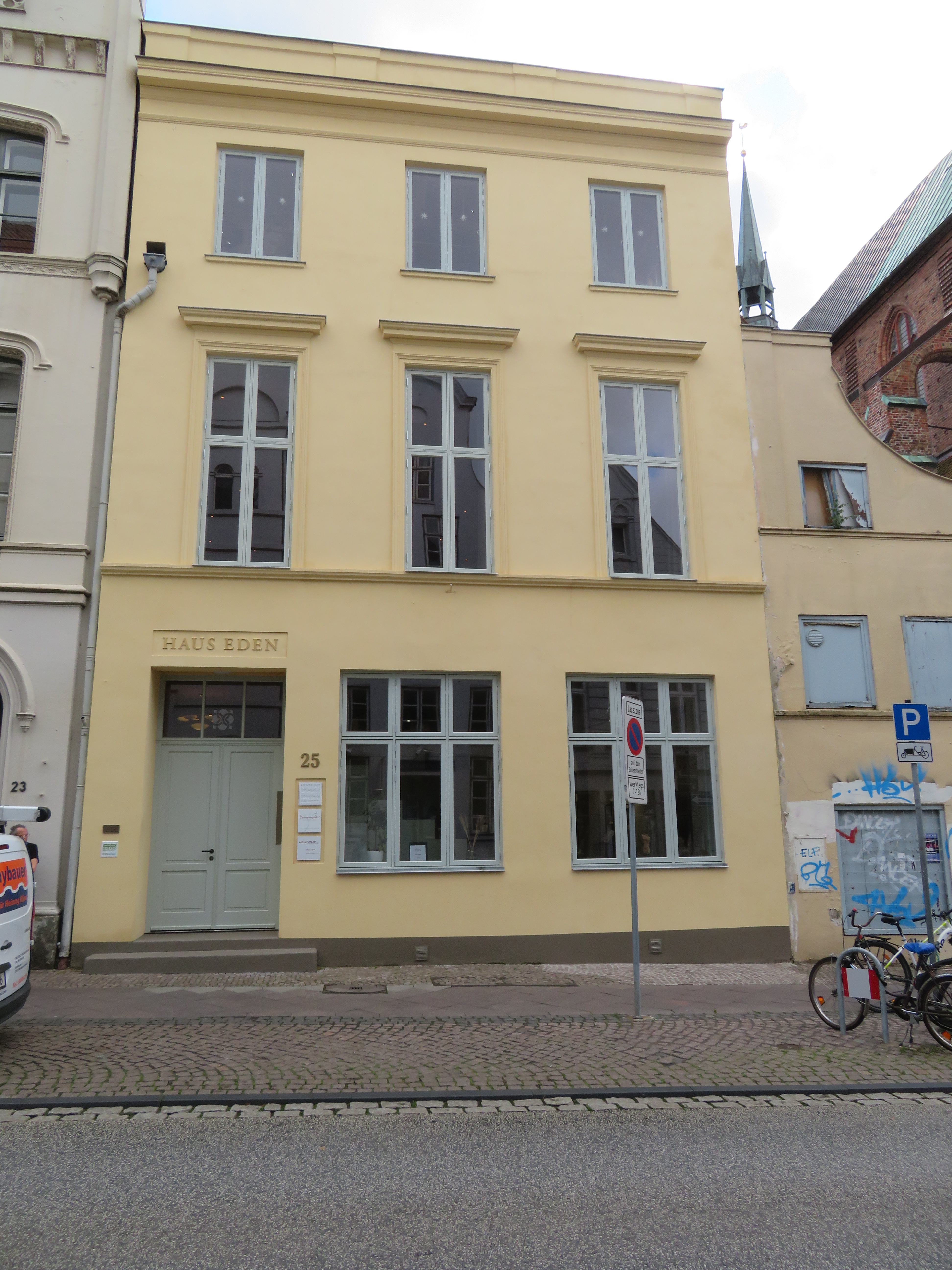
2021 nach Abschluss der Sanierung

## Bekannte Eigentümer und Bewohner
- 1403: Elert Stange, Harnischmacher und später kurzzeitig Bürgermeister
- 1403–1427: Ratsherr Tidemann Junge und seine Erben
- 1614–1660: Ratssekretär Friedrich Popping und seine Erben
- 1660–1672: Erben des Protonotars Hinrich Balemann (Jurist)
- 1672–1696: Bürgermeister Johann Siricius
- 1696–1713: die Witwe des Johann Siricus
- im 18. Jahrhundert bis 1785: Nutzung als Lateinschule und Übergang in die Familien Engenhagen und  von Gusmann
- 1846–1902: Erwerb und Umbau durch den Bürgerverein Lübeck